# Vidularia
Vidularia (tradotto La commedia del baule) è il titolo di una commedia di Tito Maccio Plauto, ultima delle ventuno del ciclo varroniano. Della commedia oggi ci sono pervenuti solo un centinaio di versi, da cui però è possibile ricostruirne la trama.
La storia ruota attorno ad un baule che dovrebbe svelare l'identità di un certo Nicodemo. Tuttavia il baule viene perduto in mare durante un viaggio e ripescato da un marinaio che scopre ciò che contiene.

## Somiglianze tra la commedia e laRudens
Secondo alcuni studiosi la commedia Vidularia potrebbe essere una rivisitazione di Plauto dell'opera Rudens, scritta anni prima. Il tema è sempre lo stesso: quello del naufragio di due giovani innamorati e il ritrovamento del loro baule da parte di un pescatore, il quale vuole ricattarli. Infatti uno dei due innamorati è figlio di un nobile, molto preoccupato per la sua salute dato che non si hanno più sue notizie dal naufragio, e per questo il marinaio vorrebbe essere risarcito per il ritrovamento dell'oggetto prezioso. Ma proprio alla fine sopraggiungono i due giovani sulla scena e il malfattore è citato in tribunale.